# Amt Gnoien
La comunità amministrativa di Gnoien (Amt Gnoien) si trova nel circondario di Rostock nel Meclemburgo-Pomerania Anteriore, in Germania.

## Suddivisione
Comprende 5 comuni (abitanti il 31 dicembre 2022):
1. Altkalen (765)
2. Behren-Lübchin (956)
3. Finkenthal (316)
4. Gnoien, città (2 838)
5. Walkendorf (918)

Il capoluogo è Gnoien.